# Parectropis heckeli
Parectropis heckeli là một loài bướm đêm trong họ Geometridae.